# Ángela Castro
Ángela Melania Castro Chirivechz (La Paz, 21 de febrero de 1993) es una atleta boliviana. Actualmente es poseedora del récord nacional boliviano en marcha femenino de 20 km con un tiempo de 1’30″33.

## Trayectoria
En 2011 obtuvo medalla de plata en 10 km en el Campeonato Sudamericano de Colombia.
En el 2016 fue la abanderada de Bolivia en los Juegos Olímpicos de Río de Janeiro 2016. Allí logró el puesto 18 en la prueba de 20 kilómetros marcha con un cronómetro en 1h31:34.
En el 2017 quedó en el vigésimo tercer puesto en 20 km marcha en el Mundial de Londres. En los Juegos Bolivarianos de 2017 obtuvo la medalla de bronce en la prueba de 20 km marcha con un tiempo de 1:34:05.